# Supermercados Diproc
Supermercados Diproc (antiguamente llamados Megamarket Fiesta) fue una cadena de supermercados ubicada en las ciudades de Talca y San Clemente en Chile. Esta cadena, desde el año 2003, se encontraba asociada a la Multialianza de Supermercados (M.A.S.).
Recientemente, Diproc estrenó un nuevo eslogan y un nuevo logotipo. El nuevo eslogan es «Diproc valora tu tiempo», lo que hace referencia a que en Diproc se puede hacer una compra mucho más rápida que en locales de mayor tamaño,[cita requerida] encontrando un gran surtido de productos que satisfacen las múltiples necesidades de sus clientes.[cita requerida]
Supermercados Diproc aceptaba varias formas de pago, como tarjetas de crédito de Transbank: Visa, MasterCard, Diners Club, American Express; y de las casas comerciales La Polar, Tricot, Abcdin y Extra. Además se podía pagar con vales Sodexo Pass, con la tarjeta de débito RedCompra y cheques con plazo al día o 30 días sin interés (en el caso de compras sin descuento).
En 2008, Diproc fue adquirido por Southern Cross Group, que también controla las marcas Keymarket, Bigger, FullFresh Market, Muñoz Hnos. y Tucapel. Pasó a llamarse Bigger, nombre que mantuvo hasta el 2012, cuando se fusionó con Unimarc.
Diproc contaba con cuatro locales: Diproc Mega, Diproc Mirador y Diproc Terminal, ubicados en Talca, y Diproc San Clemente, localizado en San Clemente.